# Heinrich Rüdiger von Ilgen

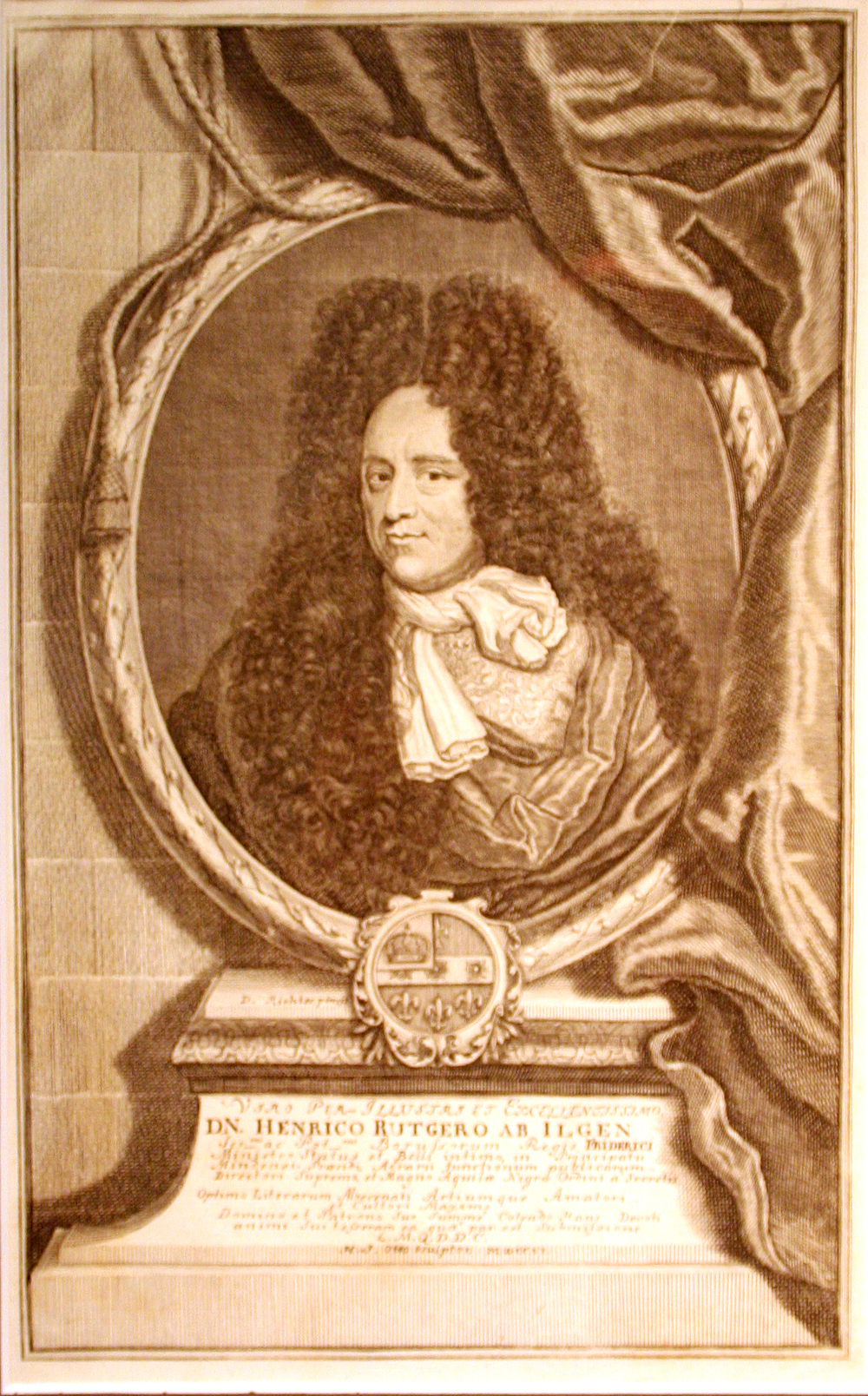
Heinrich Rüdiger von Ilgen, Kupferstich von 1706

Heinrich Rüdiger Ilgen, ab 1701 von Ilgen (* 30. September 1654 in Petershagen; † 6. Dezember 1728 in Britz [heute zu Berlin]), war ein kurbrandenburgischer bzw. königlich preußischer Staatsmann. Er gehörte zu den bedeutendsten brandenburgischen Diplomaten des 17. und 18. Jahrhunderts.

## Leben

### Herkunft
Sein Vater Johann Rudolf Ilgen (* 1622; † 1679) war ein kurbrandenburgischer Geheimer Regierungsrat aus Minden. Seine Mutter Margarete Ursula († 1659) war die Tochter von Jacob Barth, schwedischer Geheimrat und Kriegskommissar aus Naumburg.

### Beruflicher Werdegang
Nach Beendigung seiner juristischen und staatswissenschaftlichen Studien nahm er eine Stellung als Adjunkt seines Vaters in der Regierung zu Minden an. Ende 1678, vermutlich auf Empfehlung von Leibniz, wurde Ilgen eine Stellung als Legationssekretär an der Seite von Franz von Meinders, dem Bevollmächtigten der Berliner Regierung bei den Friedensverhandlungen mit Frankreich, angeboten. Als brandenburgischer Gesandter war er noch bis zum Abschluss des Friedens von St. Germain 1679 in Paris tätig.
Nach Berlin zurückgekehrt, ernannte ihn Kurfürst Friedrich Wilhelm zum Geheimsekretär und beförderte ihn 1683 zum geheimen Kammersekretär unter gleichzeitiger Übertragung einer der vier großen Kanzleiexpeditionen, der preußischen und polnischen. Der Sohn und Nachfolger des Großen Kurfürsten Friedrich III. gab ihm 1693 den Titel eines Hofrates und 1699 den eines Geheimrates. Nach der Königskrönung von Friedrich I. zum König in Preußen 1701 wurde Ilgen für seine Verdienste in den erblichen preußischen Adelsstand erhoben und zum wirklichen Geheimen Rat ernannt. Er war an den außen- und innenpolitischen Vorbereitungen der Krönung unmittelbar beteiligt.
Von 1698 bis 1713 arbeitete er an der Reform des Justizwesens mit. Seiner Begutachtung verdankt die Allgemeine Ordnung die Verbesserung des Justizwesens betreffend vom 21. Juni 1713 ihre endgültige Form. Er hat auch regen Anteil an der Reform der Domänenverwaltung, der Hauptgrundlage der Staatsfinanzen. In der Außenpolitik nahm Ilgen während des nordischen Krieges zunächst eine schwedenfreundliche Haltung ein. Er strebte eine Abstimmung mit König Karl und den mächtigsten norddeutschen Fürsten an, um gegen eventuelle Angriffe im Rücken geschützt zu sein und aus dem von ihm erwarteten Zerfall Polens Gebietserweiterungen zu erhalten. Ziel war die Erwerbung Westpreußens oder eines Landstriches zur Verbindung Pommerellens mit dem Königreich Preußen.
Nach dem Sturz von Kolbe von Wartenberg im Sommer 1711 konnte er die erste Stelle im Kabinett besetzen und wurde dabei vom Kronprinzen Friedrich Wilhelm geschützt und gefördert. Auch nach dem Regierungsantritt von Friedrich Wilhelm I. 1713 blieb Ilgen der wichtigste außenpolitische Ratgeber des Königs, der ihm gleichzeitig das Amt des Landschaftsdirektors der Kurmark, der Neumark und Magdeburgs übertrug. Organisatorisch und personell gehörte er zu den Mitbegründern des Auswärtigen Amtes in Preußen. Den Herrenhausener Vertrag vom 3. September 1725 schloss König Friedrich Wilhelm zwar in seinem Beisein, aber gegen die Intentionen Ilgens ab.
Heinrich Rüdiger Ilgen starb am 6. Dezember 1728 auf seinem Britzer Landgut (Schloss Britz) im Alter von 74 Jahren. Bereits zwei Tage nach seinem Tod erließ König Friedrich Wilhelm I. Instruktionen, in denen er die Vorschläge seines Ministers über die zukünftige Organisation des auswärtigen Departments aufgriff.

### Familie und Nachkommen
Ilgen heiratete 1693 in Königsberg Marie Louise, geborene von Droste, eine Tochter des Bürgermeisters von Königsberg Carl von Droste. Sie hatten einen Sohn und zwei Töchter. Sein Sohn Heinrich Rüdiger trat frühzeitig in den Staatsdienst, in ähnlicher Stellung wie einst der Vater, als geheimer Sekretär. 1740 erhielt er von König Friedrich Wilhelm I. die preußisch-polnische Expedition, die sein Vater bis zu seinem Tod geleitet hatte und übertrug ihm auch die Leitung des geheimen Hof- und Staatsarchivs. Mit seinem Tod 1750 erlosch das Geschlecht im Mannesstamm.
Seine Tochter Charlotte Luise (* 14. Juli 1702; † 20. April 1751) war verheiratet mit dem preußischen Minister Friedrich Ernst zu Innhausen und Knyphausen (1678–1731). Die zweite Tochter Charlotte Gottliebe Constantia (* 14. Juli 1702; † 18. September 1747) wurde mit Graf Erdmann von Pückler (* 10. September 1687; † 5. September 1742) verheiratet, nach seinem Tod heiratete sie Sigismund von Bronikowski († 29. August 1765).

## Büste in der Siegesallee

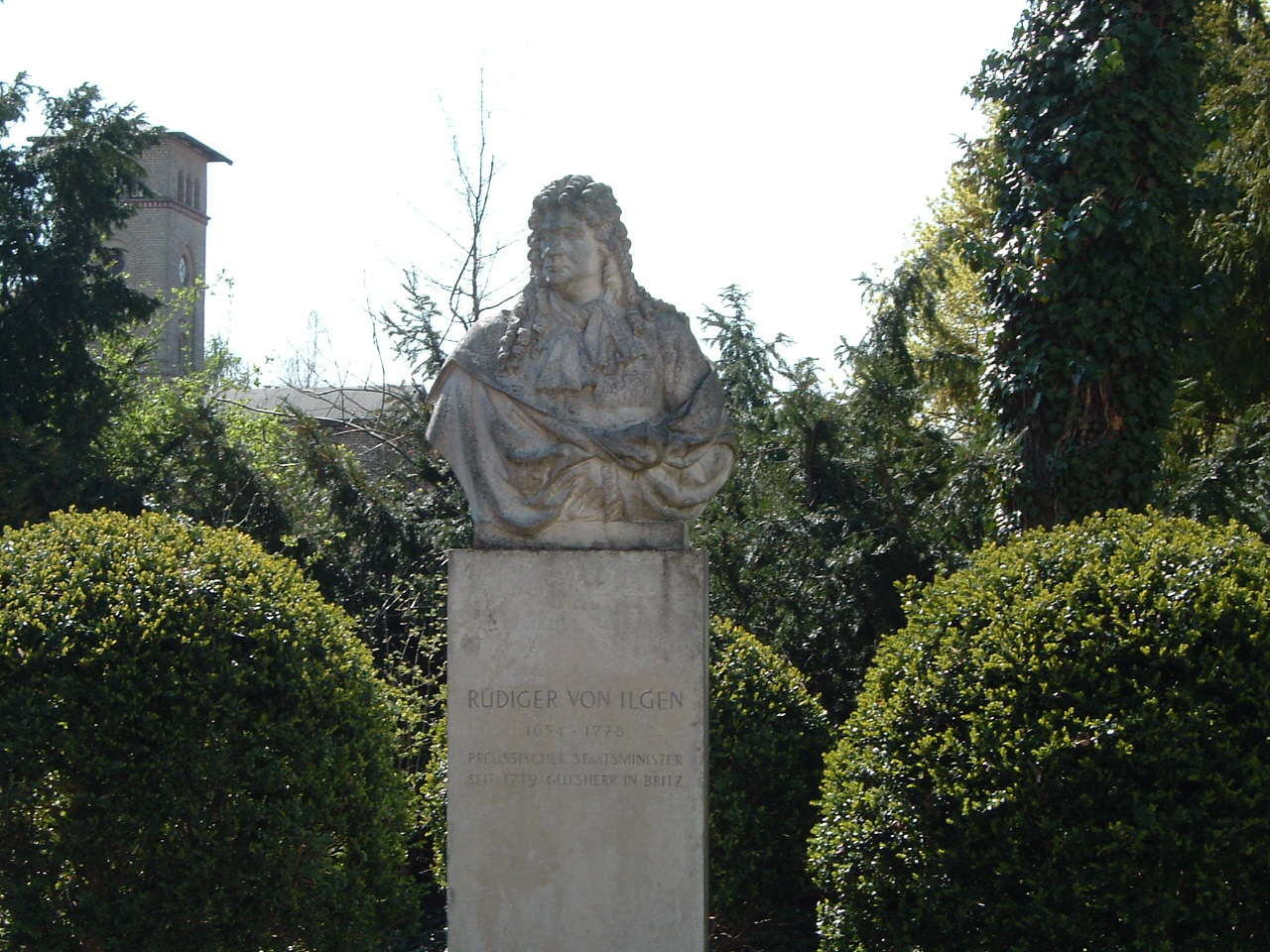
Büste von Heinrich Rüdiger von Ilgen im Garten von Schloss Britz

Für die ehemalige Berliner Siegesallee gestaltete der Bildhauer Rudolf Siemering eine marmorne Büste Ilgens als Seitenfigur der Denkmalgruppe 27 zu dem zentralen Standbild für den „Soldatenkönig“ Friedrich Wilhelm I., enthüllt am 22. Dezember 1900. Die Büste ist mit einem umhangartig drapierten Mantel und gebundenem Schaltuch ausgestattet. Der abgeklärte Gesichtsausdruck kennzeichnet Ilgen als seiner Macht bewussten Diplomaten. Die Allongeperücke weist ihn als hohen Staatsdiener aus. Die Büste befand sich zwischen 1954 und 1988 im Park des Schlosses Britz, das Ilgen 1719 gekauft hatte. Seit 1988 steht dort eine Kopie der Büste (siehe Bild). Das beschädigte Original (unter anderem fehlt die Nase) lagerte bis 2009 mit weiteren Siegesallee-Figuren im Lapidarium in Berlin-Kreuzberg und wird seit Mai 2009 in der Zitadelle Spandau aufbewahrt.